# Andrew Beaumont
Andrew Beaumont (* 24. Januar 1790 in Lebanon, New London County, Connecticut; † 30. September 1853 in Wilkes-Barre, Pennsylvania) war ein US-amerikanischer Politiker. Zwischen 1833 und 1837 vertrat er den Bundesstaat Pennsylvania im US-Repräsentantenhaus.

## Werdegang
Seit 1808 lebte Andrew Beaumont in Pennsylvania. Er studierte Jura ohne aber jemals als Jurist zu arbeiten. Im Jahr 1814 war er für die Finanzbehörden tätig. Von 1816 bis 1819 fungierte er als Gerichtsdiener im Luzerne County. Gleichzeitig schlug er eine politische Laufbahn ein. In den Jahren 1821, 1822 und 1826 war er Abgeordneter im Repräsentantenhaus von Pennsylvania. Zwischen 1826 und 1832 übte er das Amt des Posthalters in Wilkes-Barre aus. In den 1820er Jahren schloss er sich der Bewegung um den späteren US-Präsidenten Andrew Jackson an und wurde Mitglied der von diesem 1828 gegründeten Demokratischen Partei.
Bei den Kongresswahlen des Jahres 1832 wurde Beaumont im 15. Wahlbezirk von Pennsylvania in das US-Repräsentantenhaus in Washington, D.C. gewählt, wo er am 4. März 1833 die Nachfolge von Thomas McKean Thompson McKennan antrat. Nach einer Wiederwahl konnte er bis zum 3. März 1837 zwei Legislaturperioden im Kongress absolvieren. Seit dem Amtsantritt von Präsident Jackson im Jahr 1829 wurde innerhalb und außerhalb des Kongresses heftig über dessen Politik diskutiert. Dabei ging es um die umstrittene Durchsetzung des Indian Removal Act, den Konflikt mit dem Staat South Carolina, der in der Nullifikationskrise gipfelte, und die Bankenpolitik des Präsidenten.
1836 verzichtete Beaumont auf eine weitere Kongresskandidatur. Zwischen November 1846 und März 1847 war er Beauftragter für die öffentlichen Gebäude in der Bundeshauptstadt Washington; im Jahr 1849 war er noch einmal Abgeordneter im Repräsentantenhaus von Pennsylvania. Andrew Beaumont starb am 30. September 1853 in Wilkes-Barre, wo er auch beigesetzt wurde.